# پریجان (هوراند)
پریجان یکی از روستاهای استان آذربایجان شرقی است که در دهستان دودانگه بخش مرکزی شهرستان هوراند واقع شده‌است. این روستا ۱۲۸ نفر جمعیت دارد.